# Hydrillodes morosa
Hydrillodes morosa är en fjärilsart som beskrevs av Butler 1879. Hydrillodes morosa ingår i släktet Hydrillodes och familjen nattflyn. Inga underarter finns listade i Catalogue of Life.